# Kho vũ khí Hán Dương
Công binh xưởng Hán Dương (Tiếng Anh: Hanyang Arsenal), (Tiếng Trung Quốc: 漢陽兵工廠) là một trong những công xưởng sản xuất vũ khí hiện đại lớn nhất và lâu đời nhất trong lịch sử Trung Quốc cận đại

## Lịch sử
Ban đầu được biết đến với tên gọi Công binh xưởng Hồ Bắc, được thành lập vào năm 1891 bởi Trương Chi Động, một quan chức nhà Thanh, người đã chuyển tiền từ Hạm đội Nam Dương ở Quảng Đông để xây dựng công xưởng. Chi phí đầu tư thời đó lên đến 250.000 bảng Anh và công xưởng được xây dựng trong vòng 4 năm. Vào ngày 23 tháng 4 năm 1894, việc xây dựng đã hoàn thành. Từ đây bắt đầu sản xuất các mẫu súng trường, dã pháo, sơn pháo,... theo mô hình phát triển của quân đội Anh. 

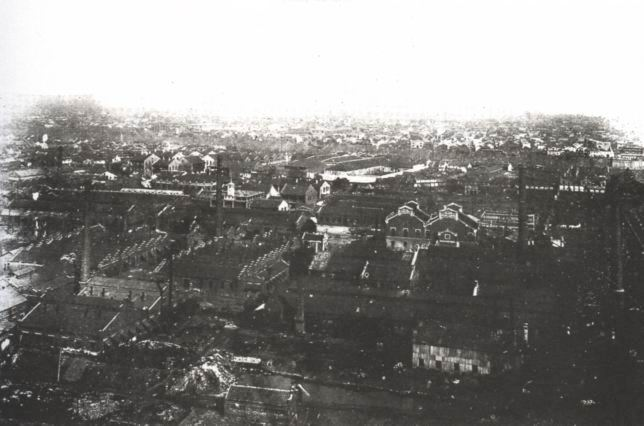
Ảnh chụp kho Vũ Khí Hán Dương

Vào ngày 14 tháng 6 năm 1894, một tai nạn đã gây ra một vụ hỏa hoạn lớn trong công xưởng, phá hủy tất cả các thiết bị và hầu hết các cơ sở hạ tầng công xưởng, gây thiệt hại 1.000.000 đô la theo báo cáo. Vào tháng 7 cùng năm, việc tái xây dựng bắt đầu và vào tháng 8 năm 1895, tất cả đã trở lại bình thường và kho vũ khí bắt đầu sản xuất súng trường M1888 của Đức, gọi là súng trường kiểu 88 Mauser 7,92 cm (mặc dù súng trường này do Ủy ban quân và khí giới Đức thiết kế), ngày nay những khẩu súng trường này được gọi là súng trường Hán Dương kiểu 88 hoặc gọi gọn là kiểu 88. Đồng thời, đạn cho súng trường đang được sản xuất với tốc độ 13.000 viên mỗi tháng.
500.000 lượng vàng đã được rót vào công xưởng mỗi năm để chế tạo súng trường Hán Dương. Ngoài ra công xưởng còn sử dụng thép từ các công trình xung quanh Hán Dương, tận dụng các mỏ sắt và than bao quanh khu vực. Ngoài các mẫu súng tự sản xuất trong công xưởng, Tân quân nhà Thanh còn đặt mua thêm 160.000 khẩu súng trường Mauser mẫu 1907 từ xưởng Mauser tại Đức (nên còn gọi là súng Quang Tự), cùng với các khẩu sơn pháo và các phiên bản súng cỡ nòng nhỏ khác. Thuốc súng không khói được sản xuất cho súng tại một nhà máy bên cạnh công xưởng chính. Xưởng tự chế tạo 40 khẩu súng trường kiểu Đức mỗi ngày, 6 khẩu dã pháo mỗi tháng. Theo đó, mỗi ngày công xưởng còn sản xuất: 300 viên đạn pháo, 35.000 đạn súng trường, 1.000 pound thuốc súng không khói. Tất cả đều được vận chuyển qua sông Dương Tử cho đến khi đến Vũ Xương. Tất cả các đồn trạm trên khắp Trung Quốc trong nội địa và trên bờ biển đã nhận được những vũ khí này.
Trong cuộc nổi dậy Nghĩa Hoà Đoàn năm 1900, công xưởng đã cung cấp cho Nghĩa Hoà quân hơn 3.000 khẩu súng trường và 1 triệu viên đạn.
Vào năm 1904, công xưởng đã thực hiện một số sửa đổi đối với thiết kế của Gehewr 88, đồng thời, năng lực sản xuất được mở rộng lên 50 khẩu súng trường và 12.000 viên đạn mỗi ngày. Vào năm 1910, xưởng đã chuyển sang sản xuất súng trường kiểu 68, với tốc độ 38 khẩu mỗi ngày.
Chất lượng của các loại súng được sản xuất trong giai đoạn này nhìn chung là thấp, bởi vì các xưởng đúc thép địa phương thường không được trang bị tốt và quản lý kém.
Vì vị trí đắc địa gần với Vũ Xương, phe Cách mạng trong cuộc nổi dậy Vũ Xương của Cách mạng Tân Hợi, phần lớn trang bị cho mình vũ khí chế tạo trong và ngoài nước được bảo quản tại xưởng này - khoảng 7.000 khẩu súng trường, 5 triệu viên đạn, 150 khẩu pháo và 2.000 viên đạn pháo. Để hỗ trợ cho cuộc cách mạng, công xưởng chuyển sang tình trạng công suất cao và bắt đầu sản xuất vũ khí, đạn dược cả ngày lẫn đêm.

## Vũ khí chế tạo
- Súng máy Maxim kiểu 24
- Hán Dương 88
- Mauser C96 (Cùng với nhiều biến thể tự chế của Đài Loan và Trung Quốc)[7][8][9]
- Súng trường Trung Chính
- Trung liên Brno kiểu 26
- Súng trường Lưu Tổng